# Amphipyra scotophila
Amphipyra scotophila là một loài bướm đêm trong họ Noctuidae.